# سياستروي
ساياستروي (بالروسية: Сясьстрой) هي إحدى مدن روسيا في الكيان الفدرالي الروسي لينينغراد أوبلاست.